# Gwen Van Dam
Gwendolyn Greta Van Dam (* 5. November 1928; † 19. Dezember 2024) war eine US-amerikanische Schauspielerin.

## Leben und Karriere
Van Dam wurde am 5. November 1928 in San Francisco, Kalifornien geboren. 1950 schloss sie mit einem Bachelor of Arts die San Jose State University ab.
Erste Rolle übernahm sie in den 1950 und 1960er Jahren. Sie erschien in den Filmen Ehemänner (1970), The Kentucky Fried Movie (1977), Coming Home – Sie kehren heim (1978), Joni (1980), Zwei wahnsinnig starke Typen (1980), Fesseln der Macht (1981), Star Trek: Treffen der Generationen (1994) und Me You Madness (2021). Ihr Schaffen für Film und Fernsehen umfasst mehr als 130 Produktionen. 
Van Dam war mit dem Schauspieler Bill Smillie von Oktober 1959 bis zu seinem Tod im November 2003 verheiratet. Sie starb in West Los Angeles am 19. Dezember 2024 im Alter von 96 Jahren.

## Filmografie (Auswahl)
- 1970: Ehemänner (Husbands)
- 1977: Kentucky Fried Movie (The Kentucky Fried Movie)
- 1978: Coming Home – Sie kehren heim (Coming Home)
- 1980: Joni
- 1980: Zwei wahnsinnig starke Typen (Stir Crazy)
- 1981: Fesseln der Macht (True Confessions)
- 1994: Star Trek: Treffen der Generationen (Star Trek Generations)
- 2017: Mercy Christmas: Bitte zu Tisch (Mercy Christmas)
- 2021: Me You Madness
- 2024: Blood Star: Gnadenlose Jagd (Blood Star)